# هندجاب
هندجاب (به انگلیسی: Handjob) یا دست‌کام‌دهی، تحریک آلت جنسی مرد یا زن با دست شخص دیگر (مذکر یا مؤنث) برای القا نعوظ برای لذت جنسی، برانگیختگی جنسی و گاهی رسیدن به اوج لذت جنسی (ارگاسم) در حین رابطه جنسی یا ماساژ اروتیک را گویند. در برخی مواقع موجب بیرون پاشیدن منی از آلت است.
هندجاب یا آلت‌مالی می‌تواند به عنوان بخشی از عشق‌بازی برای تحریک جنسی یا به عنوان نوعی از آمیزش جنسی اولیه قبل از سکس یا به عنوان یک آمیزش جنسی بدون دخول انجام شود. این عمل مشابه با انگشت کردن (تحریک دستی فرج یا واژن) است. گاهی کسی هندجاب را انجام می‌دهد تا از آمیزش جنسی نفوذی خودداری کند. علاوه بر اجتناب از خطرات مرتبط با آمیزش جنسی دخولی، مانند عفونت‌های مقاربتی (STIs) یا بارداری ناشی از آمیزش جنسی با آلت مردانه-واژن، برخی افراد به دلایلی مانند حفظ باکرگی به آمیزش جنسی بدون دخول می‌پردازند.

## تمرین

### عمومی
اصلی‌ترین جنبهٔ هندجاب، تحریک دستی آلت جنسی است که می‌تواند شامل مالش با دست، نوازش با انگشتان یا ترکیبی از اینها باشد. یک روش متداول، حرکت دادن دست (یا هر دو دست) به بالا و پایین روی بدنه، سرنره و لگام آلت جنسی است. سرعت و نوع حرکات می‌تواند متفاوت باشد. برای بالا بردن سرعت انزال، این کار می‌تواند با مواد لغزنده‌ای مثل ژل لوبریکانت، آب‌دهان یا هر ماده لغزنده دیگری انجام شود.
برخی‌ها همچنین ممکن است از دست‌ها و انگشتانشان برای تحریک بیضه‌ها با مالش، نوازش، کشیدن یا حتی دستکاری بیضه‌ها استفاده کنند.

## رواج در سالن‌های ماساژ
در برخی از سالن‌های ماساژ، ماساژور ممکن است به عنوان بخشی از خدمات ماساژ یا فوراً پس از آن، به مشتری خود هندجاب یا آلت‌مالی ارائه دهد. این گاهی با کنایه، هپی اندینگ ماساژ (Happy Ending Massage، ماساژ پایان خوش) شناخته می‌شود. که بخشی از سنسوال ماساژ (Sensual Massage، ماساژ شهوانی) محسوب می‌گردد.
بررسی‌های انجام شده توسط مجله Time Out New York در ماه ژانویه سال ۲۰۱۱ نشان داد که بسیاری از سالن‌های ماساژ در شهر نیویورک با تبلیغ «ماساژ شهوانی» هندجاب را ارائه می‌دهند. این سالن‌ها هزینه‌ای بین ۶۰ تا ۱۶۰ دلار دریافت می‌کردند، به علاوه انعام اضافی برای کارکنان جنسی (معمولاً ۴۰ دلار) برای ماساژ و هندجاب به عنوان «پایان خوش». اکثر سالن‌های ماساژی که مورد بررسی قرار گرفتند به عنوان «مکان‌های مالش و کشش مفاصل» شناخته می‌شدند که در آن‌ها فقط خدمات جنسی هندجاب ارائه می‌شد، و قوانین سختگیرانه‌ای در مورد عدم تماس مشتریان مرد با کارکنان زن وجود داشت.